# Jasem Bahman
Jasem Bahman   (Kuwait, 15 de febrer de 1958) és un exfutbolista kuwaitià de la dècada de 1980.
Fou internacional amb la selecció de futbol de Kuwait amb la qual participà a la Copa del Món de futbol de 1982.
Pel que fa a clubs, destacà a Qadsia SC.